# Estación Madrid-Puerta de Atocha-Almudena Grandes
Estación de Madrid-Puerta de Atocha-Almudena Grandes egy vasútállomás Spanyolországban, Madridban, Madrid Atocha pályaudvar szomszédságában. Része a spanyol nagysebességű vasúthálózatnak, így ide érkeznek a nagysebességű AVE, Alvia, Altaria, Avant és InterCity vonatok. A peronokra csak szigorú biztonsági- és jegyellenőrzés után léphetnek az utasok.

## Vasútvonalak
Az állomást az alábbi vasútvonalak érintik:
- Madrid–Sevilla nagysebességű vasútvonal
- Madrid–Barcelona nagysebességű vasútvonal
- Madrid–Toledo nagysebességű vasútvonal
- Madrid–Valladolid nagysebességű vasútvonal
- Madrid–Levante nagysebességű vasútvonal

## Kapcsolódó állomások
A vasútállomáshoz az alábbi állomások vannak a legközelebb:
- Estación de Toledo
- Estación de Ciudad Real
- Estación de Guadalajara-Yebes (Estación de Barcelona Sants, Madrid–Barcelona nagysebességű vasútvonal)

## Képek

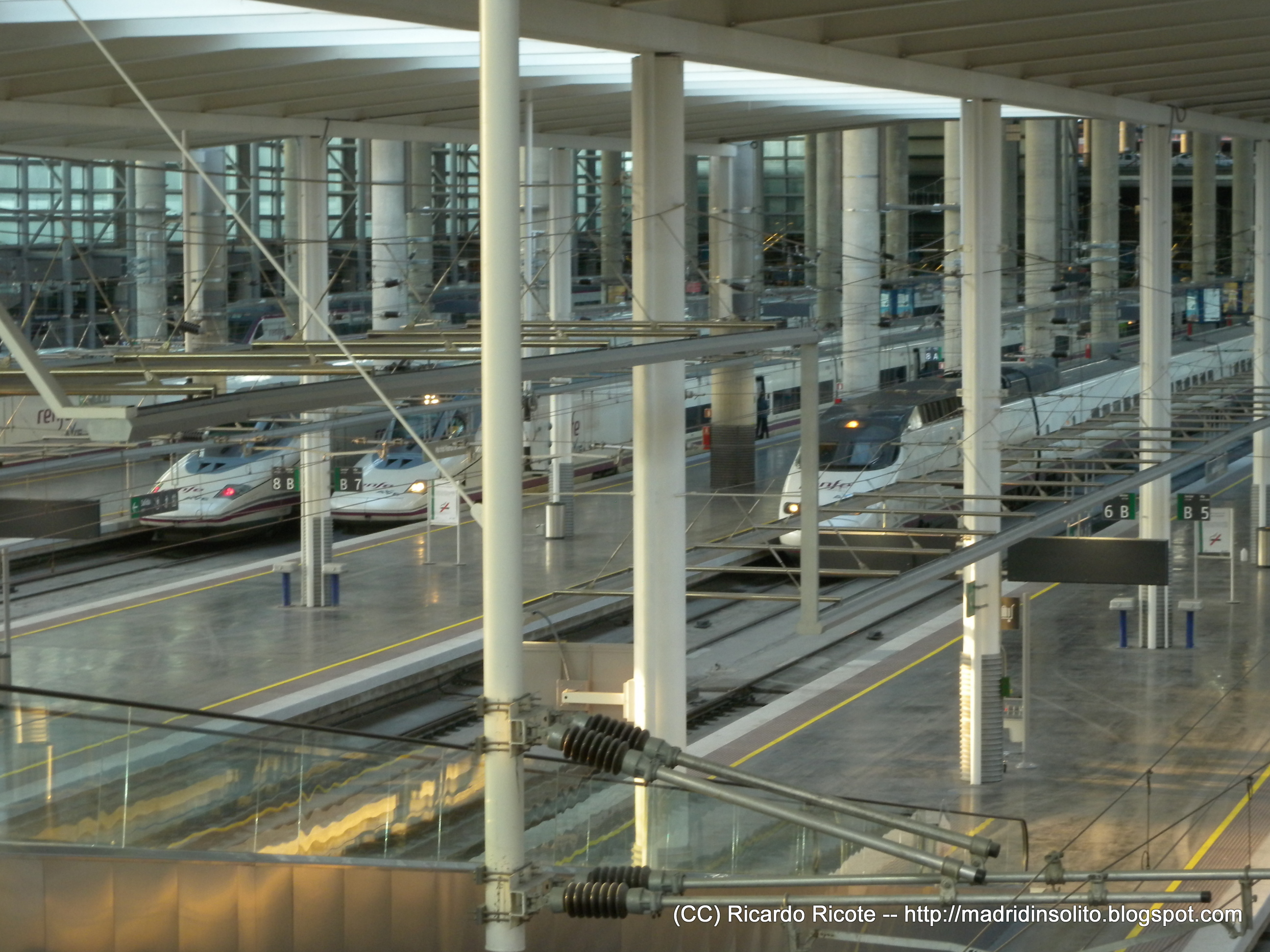
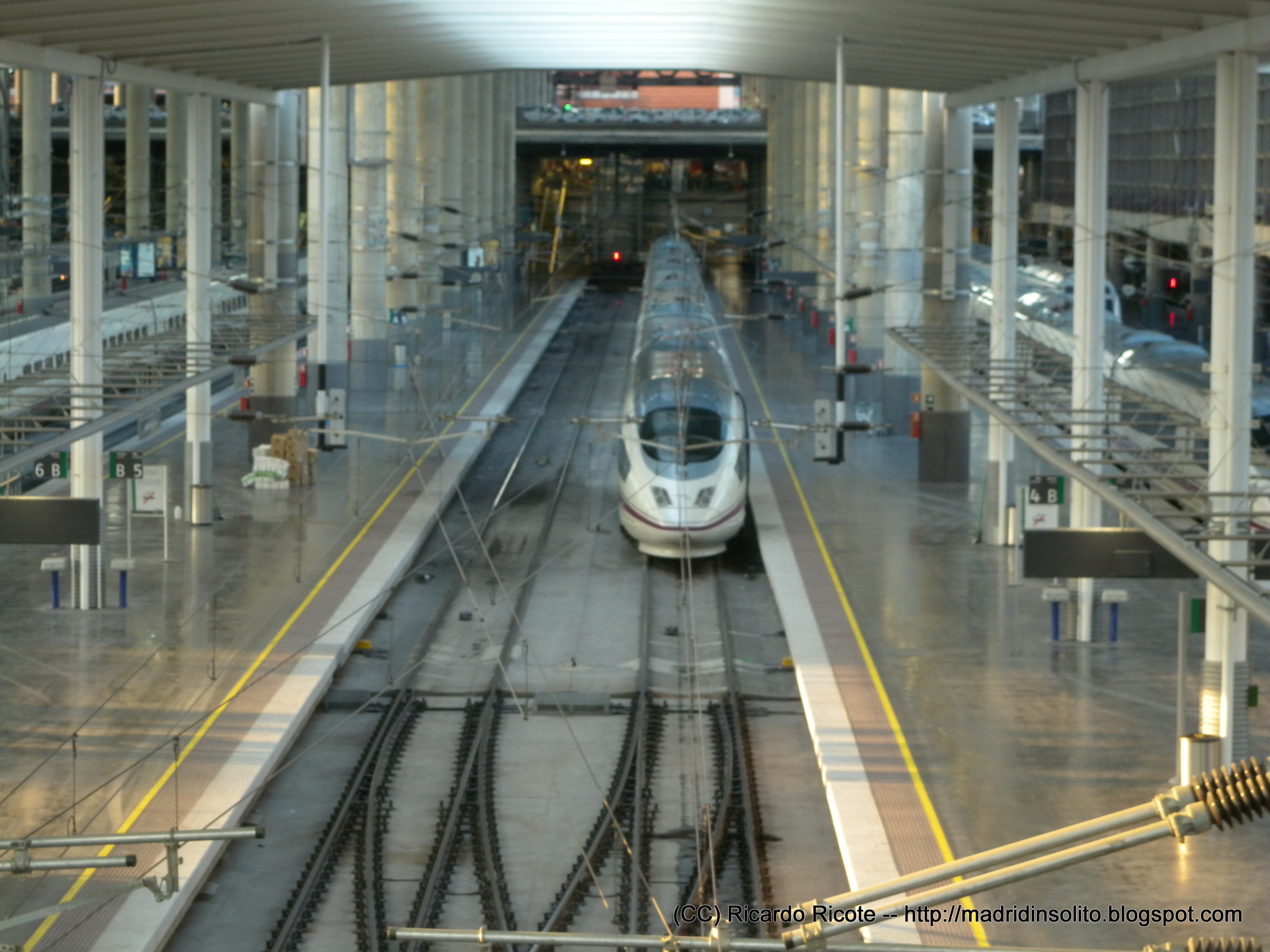
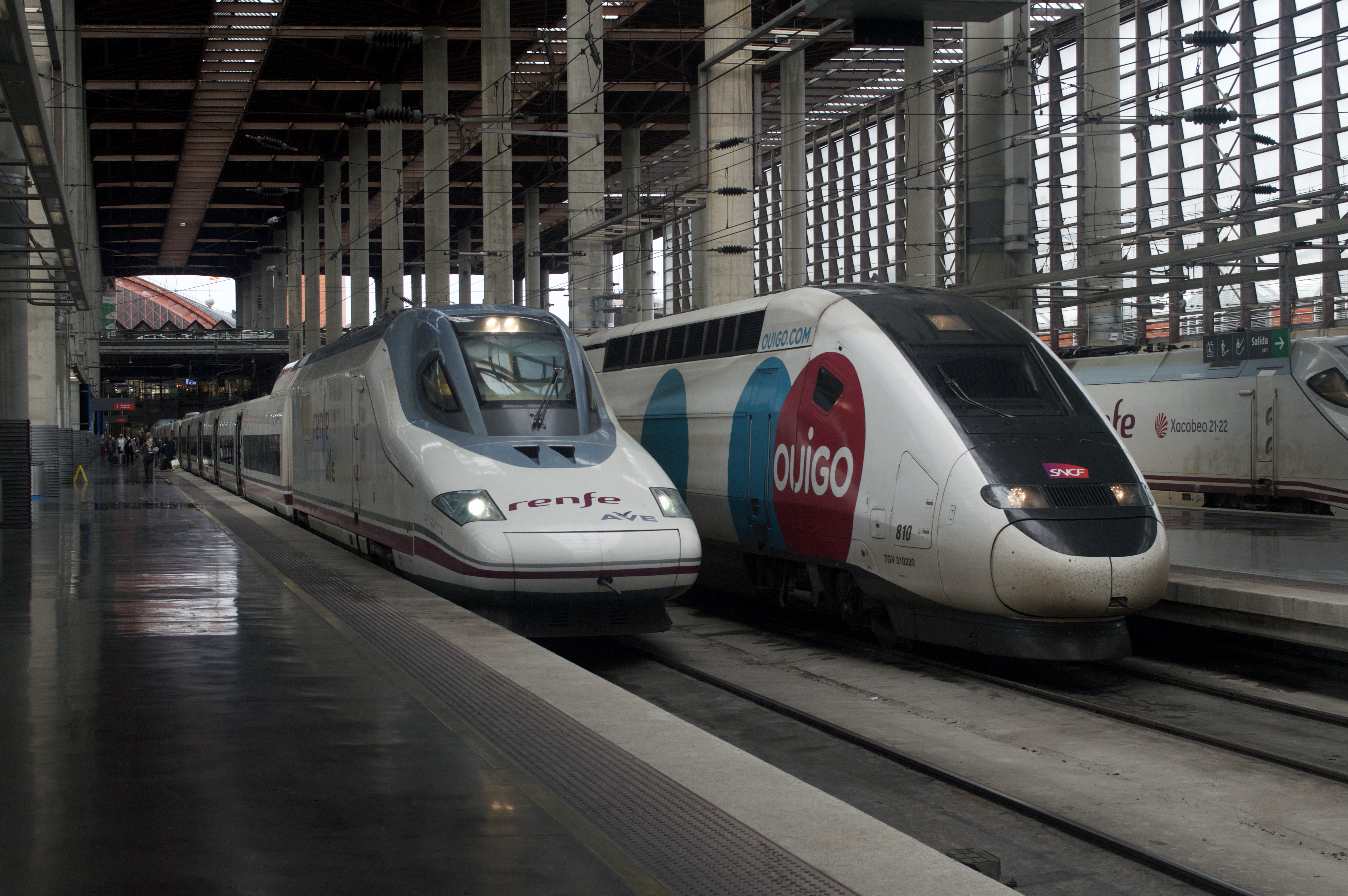
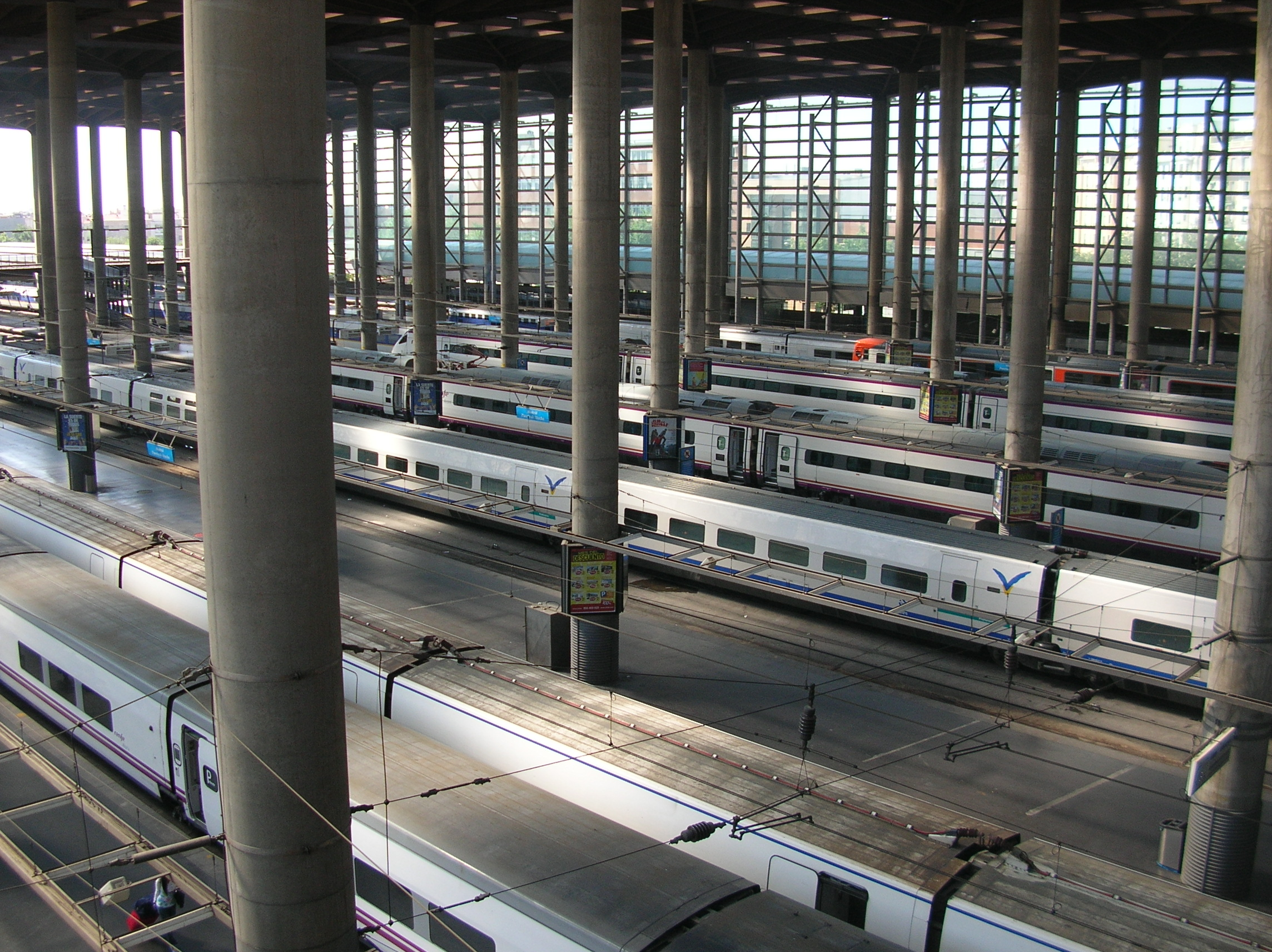
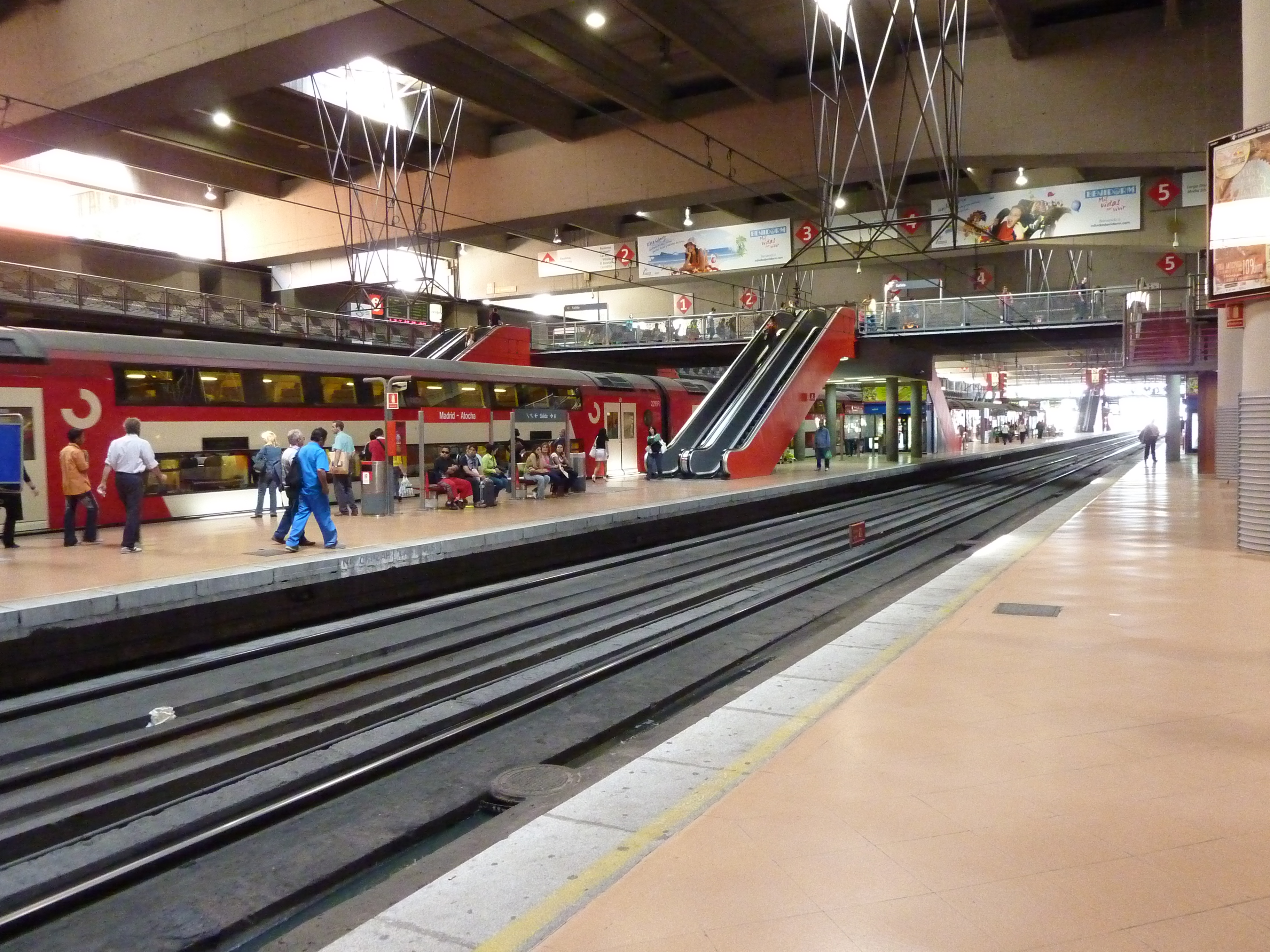
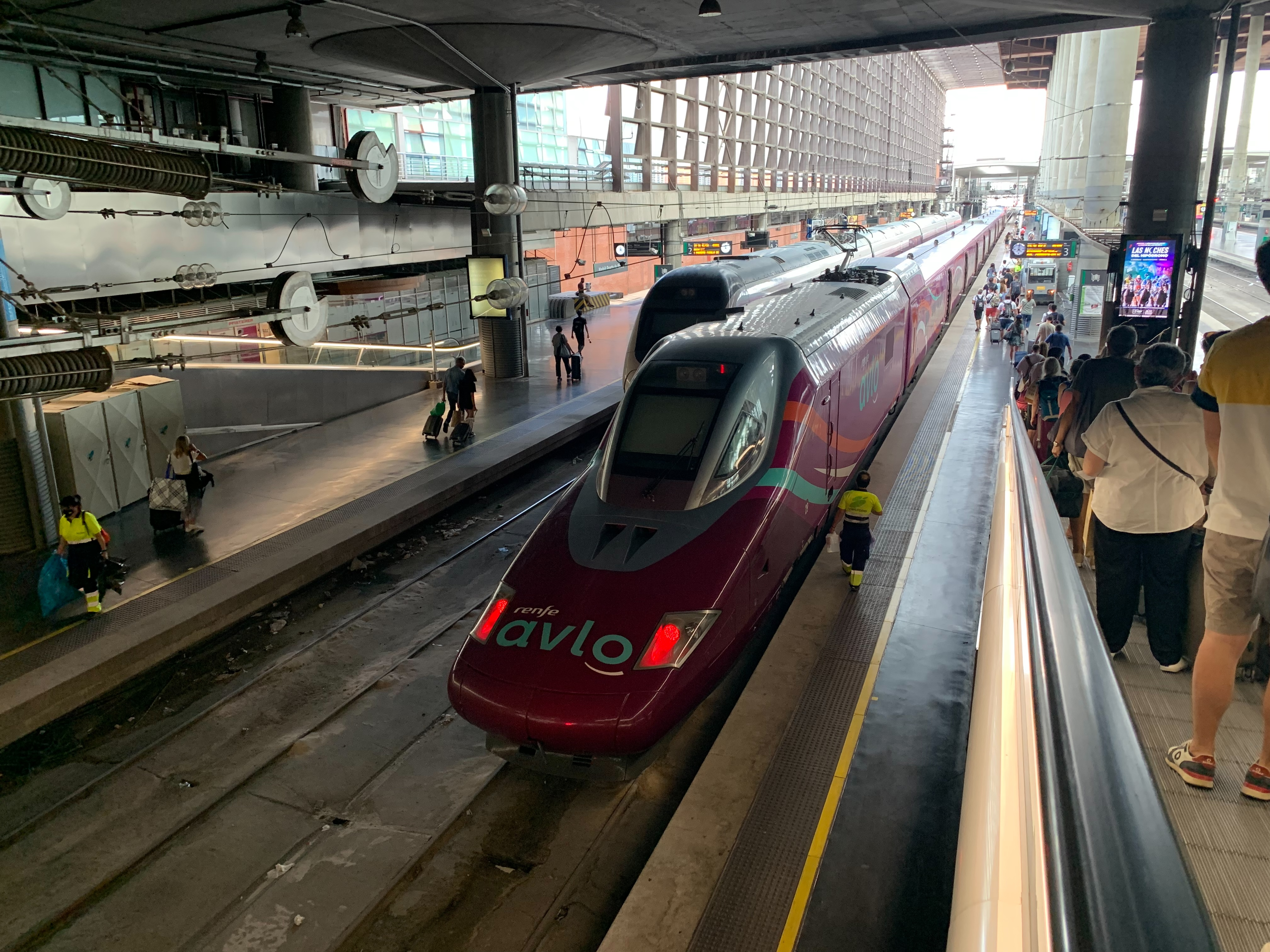
Avlo vonat az állomáson
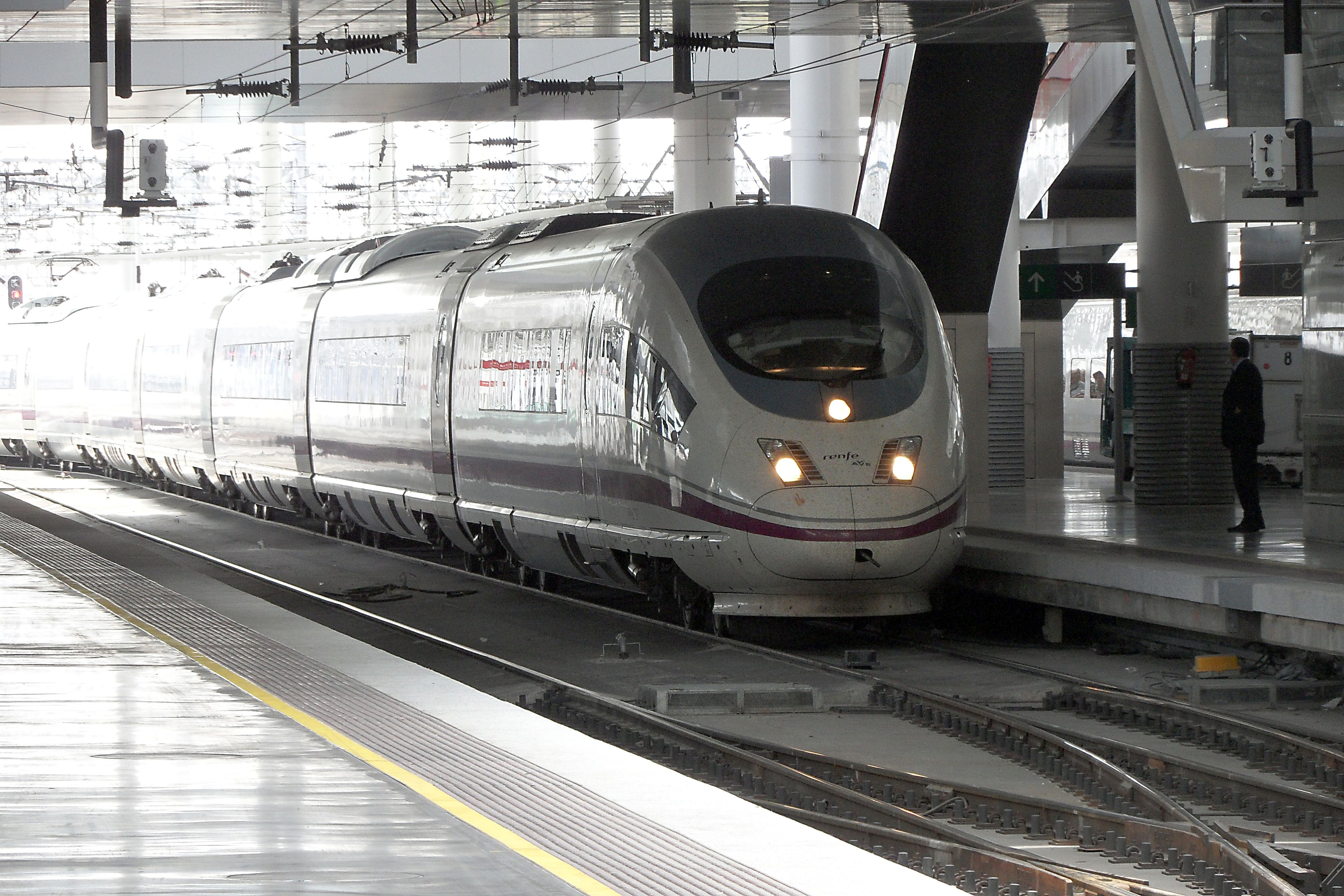
Vonat érkezik az állomásra